# Style Wars
Style Wars es un documental que trata sobre los orígenes de la cultura hip hop, realizado por Tony Silver y Henry Chalfant, rodado en Nueva York en 1983. La película hace especial hincapié en el grafiti, ya que el breakdance y el rap están presentes en menor medida. La película fue estrenada originalmente en el canal de televisión PBS en 1983, y posteriormente fue proyectado, con mucho éxito, en varios festivales de cine, entre los que se incluye el Festival de Cine de Vancouver.

## Descripción general
Style Wars muestra en gran parte a los jóvenes artistas que luchan por expresarse a través de su arte, y sus puntos de vista sobre el tema de grafiti, así como las visitas del entonces alcalde de Nueva York Ed Koch, un escritor del grafiti manco Case/Kase 2, el escritor de grafiti Skeme y la vida con su madre, el grafiti "villano" Cap (vándalo), el ya fallecido escritor de grafiti Dondi, Seen y Shy 147, el grafiti documentalista (y director de la película) Henry Chalfant, el breakdance Crazy Legs de Rock Steady Crew, policías, críticos de arte, los trabajadores de mantenimiento del metro, así como varias "personas de la calle".
Style Wars ofrece una visión en la subcultura de grafiti (así como de la vida urbana de la ciudad de Nueva York en la década de 1980), recoge las diferentes etapas del hip hop de la ciudad de Nueva York, y demuestra que sus miembros eran un grupo de jóvenes artistas creativos de diversa raza y etnia.

## Artistas de Grafiti
Demon, Se3, Spank, Dez, Skeme, Ces 157, Min 1 (NE), Iz the Wiz, Quik, Sach, Dondi, Seen, Case/Kase 2, Dust, Zephyr, Revolt, BTS crew, Wasp 1, Noc, Kase, D-5, Trap, Butch, Zone, Kid 167, Cap, Shy 147, Lil' Seen, Mare, Daze, Crash, Paze, Cey, Futura, Fred, y Duro.

## Artistas Musicales
- "Eighth Wonder/8th Wonder" de The Sugarhill Gang
- "The Message" de Grandmaster Flash
- "Beat Bop" de Rammellzee and K.Rob
- "Pump Me Up" de Trouble Funk
- "Rockin' It" de Fearless Four
- "Jam Hot" de Johnny Dynell

## Edición DVD
La edición en DVD remasterizada digitalmente también contiene:
- 23 minutos de escenas fuera de cámara

- Comentarios y entrevistas por Tony Silver y Henry Chalfant

- Entrevistas con los editores de Style Wars Víctor Kanefsky y Sam Pollard

- Galerías de arte de Blade, Cap, Cey, Crash, Crazy Legs, Daze, Dez, Dondi, Doze, Duro, Duster, Frosty Freeze, IZ the Wiz, Case/Kase 2, Kel First, Ken Swift, Lee, Mare139, Min One, Noc 167, Paze (Erni), Lady Pink, Quik, Rammellzee, Revolt, Sach, Seen TC5, Seen UA, Shy 147, Skeme, Tracy 168, and Zephyr

- Homenajes a Dondi y Shy 147

- Resultado de las entrevistas con Blade, Lee, Kel First, Seen, Tracy 168, Cap, MIN (NE), QUIK, IZ the Wiz, Fab 5 Freddy, Goldie, Guru, DJ Red Alert, y la fotógrafa Martha Cooper.